# Лифтове в България
Строителството на пътнически въжени линии в България започва относително рано, през 50-те години на XX век с откриването на такава в непосредствена близост до х. Алеко (понастоящем не съществува – заменена е от влек „Заека“).
В кратко време след това се построяват въжени пътнически: седалкова линия Драгалевци – Бай Кръстьо, кабинкова линия Княжево – Копитото, първите въжени седалкови и влекови лифтове на Пампорово. Българо-унгарското дружество „Интрансмаш“ усвоява и развива проектирането на този вид транспортни средства у нас.
През 70-те и 80-те години на XX век в България има бум на строежа на въжени линии, както българско производство така и на световни фирми. Построяват се множество ски-влекове край планински хижи и курорти, които подпомагат развитието на зимните спортове в страната.
Разширяват се и се обновяват ски зоните на Витоша, Боровец, Пампорово, Банско, Семково и Безбог. Появяват се чисто туристическите лифтове край Сопот, Сливен, Враца и плаж Кабакум (Чайка). В същото време, край рудници и заводи са изградени редица товарни въжени линии.
90-те години на XX век носят упадък, като редица лифтове са спрени и даже демонтирани, но XXI век отново донася нови лифтове в някои от зимните ни курорти.
На тази страница е събран списък с информация и характеристики за най-популярните пътнически въжени линии (лифтове) на територията на България.

## Въжени линии – Витоша

### Драгалевски лифт
Лифтова система
Двуседалков лифт с постоянно закачени седалки. Състои се от две части с обща дължина 3475 м и преодоляващи обща денивелация 893 м.
Посока на движение
Дясна
Технически характеристики
Първата част е построена по проект на български фирми. Втората част е проектирана от създаденото през 1965 г. българо-унгарското дружество „Интрансмаш“ – София. Някои специалисти считат, че е използван опитът на австрийската фирма „Братя Гирак“, построила Княжевския лифт.  
Първата част на лифта (Драгалевци – бай Кръстьо) е официално открита на 25 декември 1955 г.
- Първата част започва над квартал „Драгалевци“ (до ресторант „Воденицата“) и достига до местността Бай Кръстьо. Долната лифтова станция се намира на 925 м н.в., на около 1000 м от централния площад на квартал „Драгалевци“, а горната на 1370 м н.в., като превишението е 445 м. Тази отсечка на лифта е пусната в експлоатация през 1956 г. Първоначално визуалната връзка между горната и долната станция се е осъществявала посредством междинна наблюдателна кула, която може да се види в местността Градище. Линията е дълга 1775 м, пътуването трае 17 мин., а капацитетът ѝ е 300 души на час, при проектна скорост 1,75 м/сек. По трасето са поставени 28 стълба и е опънато транспортното въже с дебелина 26 мм с 85 броя постоянно закачени седалки.
- Втората част свързва местността Бай Кръстьо с Голи връх. Построена е през 1968 г., дължината ѝ е 1700 м и преодолява разлика във височината 448 м. Долната лифтова станция е разположена непосредствено до горната на първата част, а горната лифтова станция е на 1818 м н.в. Пътува се 15 мин., като капацитетът на линията е 600 души на час. По трасето са поставени 18 стълба.

 Състояние 
Не работи. Изведен от експлоатация през 2018 година поради напреднала амортизация на стълбовете. Планира се модернизация на първата част от трасето в близките години

### Симеоновски лифт
Лифтова система Шестместен кабинков едновъжен лифт с обиколно движение и откачващи се кабинки
Посока на движение Дясна

#### Технически характеристики
Това е най-дългата пътническа въжена линия в България – 6270 м. Преодолява разлика във височината 1085 м, пътува се 30 мин., а капацитетът ѝ е 1500 души на час (по проект). Построена е за световните студентски зимни игри „Универсиада '83“ и е официално открита на 4 април 1983 г. Произведена е от австрийската фирма „Doppelmayr“, която през 2002 г. става част от австрийско-швейцарската група „Doppelmayr-Garaventa“. Долната лифтова станция (I) се намира в землището на квартал „Симеоново“ на 718 м н.в. В първата междинна лифтова станция (II и III в една сграда), намираща се на 1370 м н.в., завършва първата отсечка на въжената линия. В междинната станция кабинките се поемат от второ въже, без да се налага пътниците да слизат и да се прехвърлят. Тук вратите се отварят автоматично, за да могат желаещите да се качат или слязат. През втората междинна лифтова станция (IV), намираща се на 1531 м н.в., минават само кабинките отиващи нагоре. Тук през ски-сезона слизат скиорите, за да се прехвърлят на триседалковата въжена линия „Академика“, обслужваща пистата „Витошко лале“. Горната лифтова станция (V) е непосредствено до хижа „Алеко“ – на 1803 м н.в. и през ски-сезона обслужва ски център „Алеко“. В I и V лифтови станции се намират просторни гаражи за 250-те кабинки, произведени от австрийската фирма „Swoboda“ („Свобода“). Дължината/денивелацията от долната до първата междинна станция е 3708/652 м, а от първата междинна станция до горната – 2562/433 м (общо: 6270/1085 м). Времето за пътуване от долната до първата междинна станция е 18 мин., а от първата междинна станция до горната – 12 мин. (общо: 30 мин.). По трасето са поставени общо 60 стълба, като между долната до първата междинна станция те са 36, а между първата междинна станция и горната – 24. Проектната скорост на лифта е 4 м/сек.

#### Състояние
Не работи. Изведен от експлоатация през 2024 г. Декларирана причина – липса на резервни части.

### Лифт „Романски“
Лифтова система
Двуседалков лифт с постоянно закачени седалки, въже с дебелина 30 мм
Посока на движение
Лява

#### Технически характеристики
Долната лифтова станция се намира на 1680 м н.в., на по-малко от 100 м от хотел „Простор“ и недалеч от паметника на загиналия на 18 януари 1931 г. при снежна буря скиор Павел Романски. Горната лифтова станция е на 2160 м н.в., непосредствено до връх Малък Резен (2191 м н.в.). Съвсем близо до хижа „Алеко“, над алеята за местност Меча поляна е изградена площадка (междинна станция), чрез която туристите могат да се качат/да слязат на/от лифта. Качвайки се на междинната станция на Романския лифт идващите туристи от Симеоновския лифт и Драгалевския лифт могат да продължат към Черни връх. Въжената линия е пусната в експлоатация през 1968 г., дълга е 1970 м и преодолява разлика във височината от 480 м. По трасето са поставени 18 стълба и е опънато транспортното въже с дебелина 30 мм. Времето за пътуване по проект е 13 мин., при средна проектна скорост 2 м/сек. (различна през зимата и лятото). Капацитетът на въжената линия е 540 души на час, осигурен със 112 броя открити седалки. Въжето се задвижва с помощта на двускоростен двигател с мощност 90 кВт. Осигурено е аварийно захранване от бензинов двигател с вътрешно горене със същата мощност. Произведена е от френската фирма „FIVES LILLE-CAIL“ („Фив Лил Кол“, от 2001 г. – „Fives“, Web-сайт). Основното предназначение на лифта през ски-сезона е да обслужва ски център „Алеко“.

#### Състояние
Не работи. Изведен от експлоатация през 2010 г. Декларирана причина – липса на резервни части.

### Лифт „Академика/Витошко лале“
Лифтова система
Двуседалков лифт с постоянно закачени седалки
Посока на движение
Лява

#### Технически характеристики
Предназначението на този лифт е да обслужва спускащите се по ски пистата „Витошко лале“ („Лале 1“ и „Лале 2“). Построен е за световните студентски зимни игри „Универсиада '83“ и е открит през 1983 г. Произведен е от австрийската фирма „Допелмайер“, която през 2002 г. става част от австрийско-швейцарската група „Допелмайер-Гаравента“ (Doppelmayr-Garaventa). Долната лифтова станция се намира на 1512 м н.в., там където е финалът на ски-пистата. Лифтът се състои от две части (лифт „Академика-1“ и лифт „Академика-2“) с обща дължина 2626 м и преодоляващи обща денивелация 744 м:
- Първата част (лифт „Академика-1/Лале-1“) е с дължина 1345 м, като преодолява денивелация от 400 м, а капацитетът ѝ е от 1200 души на час. По трасето са поставени 15 стълба. Времето за	пътуване по проект е 9 мин., при проектна скорост 2,3 м/сек. Междинната станция е на 1912 м н.в. и се състои от две независими станции, свързани помежду си.
- Втората част (лифт „Академика-2/Лале-2“) е с дължина 1281 м и преодолява разлика във височината от 344 м. Капацитетът ѝ е по-малък – 900 души на час, поради това, че част от скиорите отиват само до междинната станция и се спускат по писта „Лале 1“ („Долното лале“). По трасето са поставени 13 стълба и е опънато транспортното въже с 49 броя постоянно закачени седалки. Времето за пътуване по проект е 8,5 мин., при проектна скорост 2,3 м/сек. Горната лифтова станция е под връх Голям Резен (2277 м н.в.), на 2256 м н.в. Втората част се пуска само при достатъчно сняг и обработени писти.

#### Състояние
"Лале 1" - Работи уикенда през лятото и ежедневно през зимата ; "Лале 2" - Работи уикенда през лятото и целодневно през зимата при слаб вятър заради раположението на трасето на ветровит хълм.

### Ски влек „Помагалски“
Влекът е произведен от фирмата Poma и е последният работещ влек паница на Витоша (освен влека на учебната писта). Трасето му започва от първата станция на лифт Романски и завършва малко след Учебна писта. Има 10 стълба. Работи през малка част от сезона, защото пистата е разположена много ниско и не винаги има хубав сняг. През 2024 г. на влека е извършен основен ремонт, който му позволява да работи и при по - малко сняг.
Състояние
Работи – за кратък период през зимния сезон при много сняг.

### Ски влек „Черни връх“
Ски влек „Черни връх“ е най-високо разположеното съоръжение на Витоша. Той е двуместна котва, предназначена за зимния сезон. Построен от „Интрансмаш“.

#### Състояние
С годините и движението на земната маса, има изместване на стълбове, в резултат от което въжето постоянно изпада и влекът не може да функционира нормално.
Не работи от 2022 г.

### Ски влек „Заека“
Ски влек „Заека“ беше единственото останало съоръжение, което обслужваше Стената. Заменил стар едноседалков лифт на същото трасе - от който са останали бетонните фундаменти и горната станция (каменна къщичка).
Производител – "Poma"

#### Състояние
Не работи. Закрит от 2010 г., след паднали стълбове. Собственост на Министерството на спорта.

### Други ски влекове на Витоша
Ски влекове „Конярника“, „Боби“, „Спас“, „Ветровала“, „Ветровала-Бейби влек“. Пътечки „Меча поляна“ и „Учебна писта“. От тях работят единствено „Меча поляна“, „Учебна“, „Ветровала“ и „Ветровала-Бейби влек“.
Влек „Конярника“ е изоставен през 2003 г., а ски влекове „Боби“ и „Спас“ – през 2010 г. И трите са разработени от „Интрансмаш“.

## Въжени линии – Пирин

### Кабинков лифт „Банско“
Лифтова система
Осемместен кабинков едновъжен лифт с обиколно движение и откачващи се кабинки
Посока на движение
Дясна.

#### Технически характеристики
Това е втората по дължина пътническа въжена линия в България – 6233 м. Произведена е през 2002 г. от австрийската фирма „Doppelmayr“, която през същата година става част от австрийско-швейцарската група „Doppelmayr-Garaventa“ („Допелмайер-Гаравента“, Web-сайт). Пусната е в редовна експлоатация на 13 декември 2003 г. Долната станция се намира на 998 м н.в. в град Банско, междинната станция е в местността Чалин валог на 1468 м н.в., а горната станция – на 1595 м н.в. в местността Бъндеришка поляна (Меча поляна). Абсолютната денивелация, която лифтът преодолява, е 597 м. В междинната станция кабинките се поемат от второ въже, без да се налага пътниците да слизат и да се прехвърлят. Тук вратите се отварят автоматично, за да могат желаещите да се качат или слязат. Проектната скорост на движение е 6 м/сек., но реалната е променлива, като скоростта се увеличава и намалява по технически причини. Общо пътуването трае средно около 25 минути. Дължината на лифта от долната до междинната станция е 3318 м, а от междинната до горната станция – 2915 м (общо: 6233 м). Капацитетът на лифта е 2000 души на час, като всяка една кабинка е с капацитет 8 души или 640 кг. Основното предназначение на кабинковия лифт през ски-сезона е да обслужва ски-пистите в района чрез транспорт на скиори до началните станции на лифтовете „Коларски“ и „Бъндерица-1“.

#### Състояние
Работи.

### Лифт „Моста“
Лифтова система
Четириседалков високоскоростен лифт с откачващи се седалки.
Посока на движение
Дясна.

#### Технически характеристики
Лифтът е произведен австрийската фирма „Doppelmayr“, която през 2002 г. става част от австрийско-швейцарската група „Doppelmayr-Garaventa“ („Допелмайер-Гаравента“, Web-сайт) и е пуснат в редовна експлоатация на 18 декември 2004 г. Седалковата въжена линия е дълга 2606 м, преодолява денивелация 582 м и е с капацитет 1940 души на час. Долната станция се намира на 1629 м н.в. в местността Железен мост, а горната станция – на 2211 м н.в. в местността Платото. В местността Платото над лифт „Моста“ преминава лифт „Плато“, създавайки своеобразно кръстовище. През ски-сезона лифтът обслужва ски-пистите в района.

#### Състояние
Работи.

### Лифт „Коларски“
Лифтова система
Шестседалков високоскоростен лифт с откачващи се седалки.
Посока на движение
Дясна.

#### Технически характеристики
Високоскоростният шестседалков лифт е пуснат в редовна експлоатация на 11 декември 2010 г. и заменя четириседалков лифт с постоянно закачени седалки с капацитет 1000 души на час, открит на 18 декември 2004 г. Лифтът е произведен от австрийската фирма „Doppelmayr“, която през 2002 г. става част от австрийско-швейцарската група „Doppelmayr-Garaventa“ („Допелмайер-Гаравента“, Web-сайт). Седалковата въжена линия е дълга 774 м, преодолява денивелация 316 м и е с капацитет 3000 души на час. Проектната скорост на движение е 5 м/сек. Долната станция се намира на 1598 м н.в. в местността Бъндеришка поляна (Меча поляна), а горната станция – на 1914 м н.в. в местността Коларски път. През ски-сезона лифтът обслужва ски-пистите в района.

#### Състояние
Работи

### Лифт „Бъндерица-1“
Лифтова система
Четириседалков високоскоростен лифт с откачващи се седалки
Посока на движение
Дясна

#### Технически характеристики
Лифтът е произведен австрийската фирма „Doppelmayr“, която през 2002 г. става част от австрийско-швейцарската група „Doppelmayr-Garaventa“ („Допелмайер-Гаравента“, Web-сайт) и е пуснат в редовна експлоатация на 13 декември 2003 г. Седалковата въжена линия е дълга 1745 м, преодолява денивелация 630 м и е с капацитет 2000 души на час. Проектната скорост на движение е 5 м/сек. Долната станция се намира на 1602 м н.в. в местността Бъндеришка поляна (Меча поляна), а горната станция – на 2232 м н.в. в местността Междинна станция. През ски-сезона лифтът обслужва ски-пистите в района.

#### Състояние
Работи.

### Лифт „Бъндерица-2“
Лифтова система
Четириседалков високоскоростен лифт с откачващи се седалки.
Посока на движение
Дясна.

#### Технически характеристики
Лифтът е произведен австрийската фирма „Doppelmayr“, която през 2002 г. става част от австрийско-швейцарската група „Doppelmayr-Garaventa“ („Допелмайер-Гаравента“, Web-сайт) и е пуснат в редовна експлоатация на 13 декември 2003 г. Седалковата въжена линия е дълга 972 м, преодолява денивелация 301 м и е с капацитет 2000 души на час. Долната станция се намира на 2228 м н.в. в местността Междинна станция, а горната станция – на 2529 м н.в. под Тодорин връх (връх Тодорка). Първоначално седалките са оборудвани с предпазни шлемове против вятър и сняг (първите в България), но по-късно поради проблеми с експлоатацията, дължаща се на силните ветрове те са преместени на по-ниския лифт „Чалин валог“. През ски-сезона лифтът обслужва ски-пистите в района.

#### Състояние
Работи.

### Лифт „Шилигарник“
Лифтова система
Четириседалков високоскоростен лифт с откачващи се седалки
Посока на движение
Дясна.

#### Технически характеристики
Лифтът е произведен австрийската фирма „Doppelmayr“, която през 2002 г. става част от австрийско-швейцарската група „Doppelmayr-Garaventa“ („Допелмайер-Гаравента“, Web-сайт) и е пуснат в редовна експлоатация на 13 декември 2003 г. Седалковата въжена линия е дълга 2050 м, преодолява денивелация 483 м и е с капацитет 2000 души на час. Долната станция се намира на 1721 м н.в. в местността Горен Шилигарник (Икришчка поляна), а горната станция – на 2204 м н.в. в местността Платото. През ски-сезона лифтът обслужва ски-пистите в района.

#### Състояние
Работи

### Лифт „Чалин валог“
Лифтова система
Четириседалков високоскоростен лифт с откачващи се седалки и предпазни шлемове
Посока на движение
Дясна

#### Технически характеристики
Лифтът е произведен австрийската фирма „Doppelmayr“, която през 2002 г. става част от австрийско-швейцарската група „Doppelmayr-Garaventa“ („Допелмайер-Гаравента“, Web-сайт) и е пуснат в редовна експлоатация на 15 декември 2007 г. Седалковата въжена линия е дълга 1100 м, преодолява денивелация 325 м и е с капацитет 1965 души на час. Долната станция се намира на 1150 м н.в. над град Банско, а горната станция – на 1475 м н.в. в местността Чалин валог. Първоначално седалките с предпазни шлемове (пластмасови щитове против вятър и сняг) са били поставени на лифт „Бъндерица-2“, но по-късно поради проблеми с експлоатацията, дължаща се на силните ветрове те са преместени на по-ниския лифт „Чалин валог“. През ски-сезона лифтът обслужва ски-пистите в района.

#### Състояние
Работи

### Лифт „Тодорка“
Лифтова система
Шестседалков високоскоростен лифт с откачващи се седалки
Посока на движение
Дясна

#### Технически характеристики
Лифтът е произведен от италианската фирма „LEITNER ropeways“ („Лайтнер роупуейс“, Web-сайт) и е осветен и пуснат в редовна експлоатация на 12 декември 2015 г. Заменя триседалков лифт с постоянно закачени седалки, произведен от френската фирма „POMA“ („Пома“, Web-сайт), открит на 11 февруари 1986 г. Това е първият лифт в Пирин и е построен по повод домакинството на град Банско на Балканиадата по ски-алпийски и бегови дисциплини, проведена в средата на месец февруари 1986 г. Поради дългото време за пътуване – 20 минути, старият лифт е наричан „Бабата“. Новият лифт има проектна скорост на движение – 6 м/сек, а пътуването трае около 6 минути. Увеличен е и капацитетът на лифта – от 800 на 2000 души на час. Седалковата въжена линия е дълга 2336 м и преодолява денивелация 703 м. Долната станция се намира на 1725 м н.в. в местността Горен Шилигарник (Икришчка поляна), а горната станция – на 2428 м н.в. под Тодорин връх (връх Тодорка). През ски-сезона лифтът обслужва ски-пистите в района.

#### Състояние
Работи

### Лифт „Плато“
Лифтова система
Четириседалков високоскоростен лифт с откачващи се седалки
Посока на движение
Лява

#### Технически характеристики
Лифтът е произведен австрийската фирма „Doppelmayr“, пуснат в редовна експлоатация на 5 февруари 2011 г. Седалковата въжена линия е дълга 1513 м, преодолява денивелация 375 м и е с капацитет 2000 души на час. Долната станция се намира на 2143 м н.в. в местността Платото, а горната станция – на 2518 м н.в. под Тодорин връх (връх Тодорка). В местността Платото под лифт „Плато“ преминава лифт „Моста“, създавайки своеобразно кръстовище. През ски-сезона лифтът обслужва ски-пистите в района

#### Състояние
Работи

### Лифт „Църна могила“
Лифтова система
Двуседалков лифт с постоянно закачени седалки
Посока на движение
Лява

#### Технически характеристики
Лифтът е произведен от френската фирма „POMA“ („Пома“, Web-сайт) и е пуснат в редовна експлоатация през лятото на 1986 г. Дължината му е 2412 м, преодолява денивелация 887 м и е с капацитет 500 души на час. Долната станция се намира на 1584 м н.в. в местност Бъндеришка поляна (Меча поляна), а горната станция – на 2471 м н.в. на рида Църна могила. Има междинна станция до х-л „Академика“.
Предназначен да обслужва ски-пистата на рида Църна могила. Поради своята локация на сенчест склон снегът на пистата се е задържал до май - юни, като тогава са го ползвали основно националният отбор по ски на България.Поради недостатъчна безопасност на пистата, както затварянето на хотела, лифтът е спрян.

#### Състояние
Не работи. Лифтът е закрит от 2002 г.

### Лифт „Безбог“
Лифтова система
Двуседалков лифт с постоянно закачени седалки
Посока на движение
Дясна

#### Технически характеристики
Линията е пусната в редовна експлоатация на 13 август 1989 г. Лифтът е проектиран от българо-унгарското дружество „Интрансмаш“ – София. Долната станция се намира на 1481 м н.в., в непосредствена близост до хижа „Гоце Делчев“. Междинната станция е разположена на 1878 м н.в., а горната – на 2218 м н.в., до хижа „Безбог“. Лифтът преодолява денивелация от 737 м за 27 мин. (първи участък – 13 мин., втори участък – 14 мин.). Капацитетът на лифта е 500 души на час. Дължината на първия участък е 1514 м, а на втория – 1731 м (общо: 3245 м).

#### Състояние
Работи

### Ски влек „Кулиното“
Влек тип "паничка" обслужващ писта Кулиното в местността "Предела" в Пирин.  Дължина ~1300m.

#### Състояние
Работи

## Лифтове в Рила

### Кабинков лифт „Ястребец“
Лифтова система
Шестместен кабинков едновъжен лифт с обиколно движение и откачващи се кабинки
Посока на движение
Дясна

#### Технически характеристики
Кабинковата въжена линия е произведена от френската фирма „POMA“ и е открита на 19 декември 1980 г. Долната станция се намира на 1315 м н.в. в курорта Боровец, срещу хотел „Самоков“, междинната станция е на 1830 м н.в., а горната станция – на 2369 м н.в. на връх Ястребец. Въжената линия се обслужва от 170 кабинки с аеродинамична форма, всяка от които празна тежи 320 кг. В междинната станция кабинките се поемат от второ въже, без да се налага пътниците да слизат и да се прехвърлят. Тук вратите се отварят автоматично, за да могат желаещите да се качат или слязат. Общата дължина на кабинковата въжена линия е 4827 м, като първата отсечка е дълга 2590 м, а втората – 2237 м. При движението си лифтът преодолява разлика във височината 1054 м, а капацитетът му е 1200 души на час. Времето за пътуване е около 23 мин., при проектна скорост 4 м/сек. Основното предназначение на кабинковия лифт през ски-сезона е да обслужва ски центровете „Маркуджик“ и „Ястребец“.

#### Състояние
Работи

### Четириседалков лифт "Ситняково експрес"
Лифтова система
Четириседалков високоскоростен лифт с откачащи се в станциите седалки.
Посока на движение
Лява

#### Технически характеристики
Високоскоростната четириседалкова въжена линия е пусната в експлоатация на 18 декември 2004 г. и заменя едноседалкова въжена линия с постоянно закачени седалки с капацитет 400 души на час, построена през 1969 г. Новата въжена линия е произведена от френската фирма „POMA“ („Пома“, Web-сайт). Долната лифтова станция се намира на 1330 м н.в. в курорта Боровец, до финала на писта „Червено знаме“ и недалеч от хотел „Рила“, а горната – на 1780 м н.в., близо до Ситняковската скала. Има дължина 1786 м и преодолява разлика във височината 450 м за 7 минути. Капацитетът ѝ е 2400 души на час. Основното предназначение на четириседалковия високоскоростен лифт през ски-сезона е да обслужва ски център „Ситняково“.

#### Състояние
Работи.

### Лифт „Маркуджик-2“
Лифтова система
Четириседалков лифт с постоянно закачени седалки и ускорителна пътека
Посока на движение
Лява.

#### Технически характеристики
Четириседалковата въжена линия е официално открита и пусната в експлоатация на 21 декември 2008 г. и заменя двойния ски влек „Маркуджик-2“ (влек тип „паничка“). Въжената линия е произведена от френската фирма „POMA“. Долната лифтова станция се намира на 2144 м н.в. в долината на река Мусаленска Бистрица, а горната – на 2486 м н.в. на рида Маркуджик (ски писта Сухар). Има дължина 950 м и преодолява разлика във височината 342 м за 6 минути. Капацитетът ѝ е 2400 души на час. През ски-сезона лифтът обслужва ски център „Маркуджик“.

#### Състояние
Работи

### Шестседалков лифт „Мартинови бараки експрес“
Лифтова система
Шестседалков лифт с откачващи се седалки
Посока на движение
Лява

#### Технически характеристики
Шестседалковата въжена линия е произведена от австрийската фирма „Leither“ и е пусната в експлоатация през 2018 г. Долната лифтова станция се намира на 1335 м н.в. в курорта Боровец, пред хотел „Рила“, а горната – на 1648 м н.в. Има дължина 1209 м и преодолява разлика във височината 313 м за 4 минути. Капацитетът ѝ е 3000 души на час. През ски-сезона лифтът обслужва пистите от ски център „Ситняково“ с финал в близост до хотел „Рила“ – „Мартинови бараки 1, 2, 3 и 4“, „Червено знаме“, „Ротата“, „Рила“ и „Иглика“.

#### Състояние
Работи

### Лифт „Ястребец Експрес“
Лифтова система
Четириседалков високоскоростен лифт с откачащи се в станциите седалки.
Посока на движение
Дясна

#### Технически характеристики
Високоскоростната четириседалкова въжена линия е пусната в експлоатация на 18 декември 2004 г. и заменя влека „Котвата“ (влек тип „котва“). Въжената линия е произведена от френската фирма „POMA“. Долната лифтова станция се намира на 1440 м н.в. в курорта Боровец, вдясно от пътя Боровец – село Бели Искър, а горната – на 2049 м н.в. Има дължина 2050 м и преодолява разлика във височината 609 м за 6 минути. Капацитетът ѝ е 2400 души на час. През ски-сезона лифтът обслужва ски център „Ястребец“.

#### Състояние
Работи

### Лифт Боричо (Самоков)
Лифтова система
Двуседалков лифт с постоянно закачени
седалки

#### Посока на движение
Дясна

#### Технически характеристики
Лифтът е построен от частната фирма Борико 2007, която е собственост на Община Самоков. Официално е открит на 12 януари 2008 година. Той има дължина 750 метра, като по трасето са поставени 10 стълба. Дебелината на въжето, денивелацията, капацитетът, броя открити седалки, височината, времето за пътуване и проектната скорост са неизвестни.

#### Състояние
Не работи. През 2010 бива закрит поради липса на сняг в околността.

### Лифт „Рилски езера“ (Лифт „Паничище“)
Лифтова система
Двуседалков лифт с постоянно закачени седалки
Посока на движение
Дясна

#### Технически характеристики
Седалковата въжена линия „Рилски езера“ е произведена от австрийската фирма „Doppelmayr“, която през 2002 г. става част от австрийско-швейцарската група „Doppelmayr-Garaventa“. Официално е открита на 4 април 2009 г. Дължината ѝ е 2163 м, като по трасето са поставени 23 стълба и е опънато транспортното въже с дебелина 36 мм. Преодолява денивелация 515 м и е с капацитет 700 души на час, осигурен със 193 броя открити седалки. Долната лифтова станция се намира на 1585 м н.в. недалеч от хижа „Пионерска“, а горната – на 2100 м н.в., близо до хижа „Рилски езера“. Времето за пътуване е около 16 мин., при проектна скорост 2,25 м/сек.

#### Състояние
Работи

### Ски влек „Рилски езера“
Влекът е произведен от фирмата Tatrapoma. Намира се в непосредствена близост до горната станция на лифт Рилски езера.
Обслужва малка ски-писта до хижата
Състояние
Работи.

### Кабинков лифт „Картала“
Лифтова система
Шестместен кабинков едновъжен лифт с обиколно движение и откачващи се кабинки

#### Технически характеристики
Кабинковата въжена линия официално е открита на 30 декември 2009 г. Има дължина 2700 м и преодолява разлика във височината 800 м за около 15 минути. Капацитетът ѝ е 1400 души на час. Произведена е от фирмата „Leitner-Poma“ („Лайтнер-Пома“, Web-сайт) – втора употреба от Meransen („Мерансен“), Италия (1982). Долната станция се намира на 1440 м н.в. в местността Картала (Карталска поляна), а горната станция – на 2240 м н.в. в местността Равнец. Основното предназначение на кабинковия лифт през ски-сезона е да обслужва ски център „Картала“.

#### Състояние
Работи

### Ски влекове „Семково“
Четири ски-влека тип 'паничка' обслужват пистите в курорт Семково.
Състояние
Работят.

## Лифтове в Родопите

### Лифт Ски център 1 – Студенец
Лифтова система
четириседалков лифт с постоянно закачени седалки
Посока на движение
Дясна

#### Технически характеристики
намира се в курорта Пампорово, Ски център № 1 – Автогарата и свързва автогара „Пампорово“ с хижа „Студенец“ и Ски център „Студенец“. Четириседалковата въжена линия е пусната в експлоатация на 12 декември 2004 г. и заменя едноседалкова въжена линия с постоянно закачени седалки с капацитет 250 души на час, построена през 1967 г. Новата въжена линия е произведена от австрийската фирма „Doppelmayr“, която през 2002 г. става част от австрийско-швейцарската група „Doppelmayr-Garaventa“. Долната лифтова станция се намира на 1548 м н.в. в Ски център № 1 – Автогарата и близо до автогара „Пампорово“, а горната – на 1668 м н.в., в Ски център „Студенец“ и близо до хижа „Студенец“. Четириседалковата въжена линия има дължина 720 м, преодолява разлика във височината 120 м, а капацитетът ѝ е 2000 души на час. Монтирана е модерна пропускателна система на австрийската фирма „Axess“. Основното предназначение на лифта през ски-сезона е да обслужва Ски център „Студенец“ и да бъде довеждащ транспорт до ЛИФТ № 2 СТУДЕНЕЦ. Въжената линия е снабдена и с ускорителна пътека, която не функционира постоянно.

#### Състояние
Работи

### Лифт Студенец
Лифтова система
Четириседалков високоскоростен лифт с откачващи се седалки
Посока на движение
Лява

#### Технически характеристики
Намира се в курорта Пампорово и е продължение на ЛИФТ № 1 АВТОГАРАТА, свързвайки хижа „Студенец“ с връх Снежанка (1926 м н.в.). Високоскоростната четириседалкова въжена линия е пусната в експлоатация на 28 декември 2000 г. и заменя едноседалкова въжена линия с постоянно закачени седалки с капацитет 600 души на час, построена през 1967 г. Новата въжена линия е произведена от австрийско-швейцарската фирма „Girak-Garaventa“ („Гирак-Гаравента“), която през 2002 г. става част от австрийско-швейцарската група „Doppelmayr-Garaventa“ („Допелмайер-Гаравента“). Долната лифтова станция се намира на 1678 м н.в. в Ски център „Студенец“ и близо до хижа „Студенец“, а горната – на 1924 м н.в. – на връх Снежанка. Четириседалковата въжена линия има дължина 1100 м и преодолява разлика във височината 246 м. По трасето са поставени 13 стълба и е опънато транспортното въже с дебелина 38 мм. Времето за пътуване е около 4 мин., при проектна скорост 5 м/сек. Капацитетът на въжната линия е 2400 души на час, осигурен с 80 броя открити седалки. Монтирана е модерна пропускателна система на австрийската фирма „Axess“. Основното предназначение на лифта през ски-сезона е да обслужва Ски център „Студенец“ и пистите, спускащи се от връх Снежанка.

#### Състояние
Работи

### Лифт Малина
Лифтова система
Едноседалков лифт с постоянно закачени седалки
Посока на движение
Лява

#### Технически характеристики
Намира се в курорта Пампорово и свързва Ски център № 2 – Малина с хижа „Студенец“ и Ски център „Студенец“. Едноседалковата въжена линия е пусната в експлоатация през 1977 г. Долната лифтова станция се намира на 1456 м н.в. в Ски център № 2 – Малина, а горната – на 1680 м н.в., в Ски център „Студенец“ и близо до хижа „Студенец“. Едноседалковата въжена линия има дължина 1528 м, преодолява разлика във височината 224 м, а капацитетът ѝ е 475 души на час. Монтирана е модерна пропускателна система на австрийската фирма „Axess“. През ски-сезона лифтът обслужва ски-пистите в Ски център „Студенец“ и е довеждащ транспорт до ЛИФТ № 2 СТУДЕНЕЦ.
Построен от „Интрансмаш“.

#### Състояние
Работи

### Лифт Смолянски езера
Лифтова система
Двуседалков лифт с постоянно закачени седалки
Посока на движение
Дясна

#### Технически характеристики
Намира се над хижа „Смолянски езера“ и свързва Ски център „Смолянски езера“ с връх Снежанка. Двуседалковата въжена линия е пусната в експлоатация през 1978 г. Долната лифтова станция се намира на 1541 м н.в. в Ски център „Смолянски езера“ и близо до хижа „Смолянски езера“, а горната – на 1925 м н.в. – на връх Снежанка. Двуседалковата въжена линия има дължина 1400 м, преодолява разлика във височината 384 м, а капацитетът ѝ е 365 души на час. Монтирана е модерна пропускателна система на австрийската фирма „Axess“. Основното предназначение на лифта през ски-сезона е да обслужва Ски център „Смолянски езера“ и пистите, спускащи се от връх Снежанка. Поради многото алтернативи на лифта той е закрит като най-старото съоръжение на Снежанка през 2023 г.
Построен от „Интрансмаш“.

#### Състояние
Не работи, седалките са свалени. Обявена причина – напреднала амортизация и разместване на стълбовете.

### Лифт Малина 2
Лифтова система
Шестседалков високоскоростен лифт с откачващи се седалки
Посока на движение-лява

#### Технически характеристики
Намира се в курорта „Пампорово“ и свързва Ски център № 2 – Малина с връх Снежанка. Високоскоростна шестседалкова въжена линия е произведена от италианската фирма „LEITNER“ („Лейтнер“) и е пусната в експлоатация през 2023г. (Заменя високоскоростен триседалков лифт произвед през 1986г. От френската фирма Poma (Пома) Триседалковата въжена линия е от тип tb-41) Долната лифтова станция се намира на 1460 м н.в. в Ски център № 2 – Малина, а горната – на 1925 м н.в. – на връх Снежанка. Шестседалковата въжена линия има дължина 2144 м и преодолява разлика във височината 465 м, като по трасето са поставени 25 стълба. Времето за пътуване е около 5 мин., при проектна скорост 6 м/сек. Капацитетът на въжната линия е около 2000 души на час, осигурен със 151 броя открити седалки. 

#### Състояние
Работи

### Лифт Стойките
Лифтова система
Шестседалков високоскоростен лифт с откачващи се седалки и предпазни шлемове за неблагоприятни климатични
условия.
Посока на движение
Дясна

#### Технически характеристики
Намира се над село Стойките и свързва Ски център „Стойките“ с връх Снежанка. Високоскоростната шестседалкова въжена линия е произведена от френската фирма „POMA“ („Пома“) и е пусната в експлоатация на 7 декември 2008 г. Долната лифтова станция се намира на 1453 м н.в. в Ски център „Стойките“ и над село Стойките, а горната – на 1923 м н.в. – на връх Снежанка. Шестседалковата въжена линия има дължина 2992 м и преодолява разлика във височината 470 м. По трасето са поставени 25 стълба и е опънато транспортното въже с дебелина 50 мм. Времето за пътуване по проект е 8,3 мин., при проектна скорост 6 м/сек. Капацитетът на въжната линия е 2400 души на час, осигурен със 116 броя открити кожени седалки с предпазни шлемове (пластмасови щитове против вятър и сняг). Наричан е „семеен лифт“, защото цяло едно семейство може да се вози заедно. Монтирана е модерна пропускателна система на австрийската фирма „Axess“ („Аксес“). През ски-сезона лифтът обслужва ски-пистите, спускащи се от връх Снежанка.

#### Състояние
Работи

### Лифт „Арх. П. Петров“
Лифтова система
Четириседалков лифт с постоянно закачени седалки и ускорителна пътека.
Посока на движение
Дясна

#### Технически характеристики
Намира се в курорта Пампорово и свързва местността Двата моста с връх Снежанка. Четириседалковата въжена линия е официално открита и пусната в експлоатация на 19 декември 2015 г. и заменя ски влек „Двата моста“ (влек тип „паничка“), построен през 1983 г. Произведена е от френската фирма „POMA“ („Пома“, Web-сайт). Именувана е на архитект Петър Петров (1925 – 2007 г.), един от проектантите на курорт Пампорово, загинал на 25 февруари 2007 г. при трагичен инцидент на ски влек „Двата моста“. Долната лифтова станция се намира на 1541 м н.в. в местността Двата моста, а горната – на 1918 м н.в. в подножието на връх Снежанка. Въжената линия е с дължина 1376 м и преодолява разлика във височината 377 м. По трасето са поставени 16 стълба. Капацитетът на въжната линия е 2000 души на час, осигурен със 148 броя открити седалки, при скорост 2,6 м/с. Монтирана е модерна пропускателна система на австрийската фирма „Axess“ („Аксес“, Web-сайт). През ски-сезона лифтът обслужва ски-пистите, спускащи се от връх Снежанка.

#### Състояние
Работи

### Лифт „Мечи Чал“
Лифтова система
Четириседалков високоскоростен лифт с откачващи се седалки
Посока на движение
Дясна

#### Технически характеристики
Високоскоростната четириседалкова въжена линия е пусната в експлоатация на 7 януари 2009 г. и заменя двуседалкова въжена линия с постоянно закачени седалки с капацитет 500 души на час, построена през 1980 г. Новата въжена линия е произведена от френската фирма „POMA“ („Пома“) и с нея е увеличен капацитетът на лифта на 2000 души на час, а времето за пътуване – намалено от 17 на 10 минути. Долната лифтова станция се намира на 1155 м н.в. над град Чепеларе, междинната станция е на 1525 м н.в., а горната – на 1873 м н.в. на Мечи връх (Мечи чал). Въжената линия е с дължина 2795 м и преодолява разлика във височината 718 м при проектна скорост 5 м/с. По трасето са поставени 25 стълба и е опънато транспортното въже с дебелина 50 мм. Превозът на пътниците се извършва със 161 броя открити кожени седалки. Монтирана е модерна пропускателна система на австрийската фирма „Axess“ („Аксес“). Въжената линия обслужва ски пистите в Спортен център „Чепеларе“ край град Чепеларе, спускащи се по склоновете на Мечи връх (1873 м н.в.). Броят на ски пистите е 12, а на ски пътищата – 5, с обща дължина близо 18 км. Сред тях е най-дългата писта за ски алпийски дисциплини в България – „червената“ писта „Мечи чал 1“, дълга 3350 м, която е сертифицирана за провеждане на международни състезания. Наличието на междинна станция на лифта позволява при липса на достатъчно сняг в ниската част на пистите, скиорите да използват пистите непосредствено под връх Мечи чал.

#### Състояние
Работи

## Лифтове в Стара планина

### Сопотски лифт
Лифтова система двуместни седалки, 4 станции.
Посока на движение
Лява

#### Технически характеристики
1-ва станция, 557 метра надморска височина, в близост до град Сопот. 2-ра станция, 1389 метра надморска височина, местност Почивалото, Дължина: 2630 м, Денивелация: 832 метра, Скорост: 2 м/сек., Брой седалки: 101, Време на пътуване: 22 минути, Капацитет: 300 пътника/час.
3-та станция, 1389 метра надморска височина, местност Почивалото. 4-та станция, 1685 метра надморска височина, в близост до хижа Незабравка Дължина: 1360 м, Денивелация: 296 м, Скорост: 2 м/с, Брой седалки: 55, Време на пътуване: 15 минути ,Капацитет: 250 пътника/час
Построен от ВМЗ по проект на „Интрансмаш“.

#### Състояние
Работи. Само 2630 м първа станция - втора станция работят - втората от 2013 г. временно е извън експлотация, когато и за двете части е било планирано да бъдат модернизирани, но поради малкият пътникопоток в 1360 м от 3-а до 4-а станции лифтът е модернизиран само от първа до втора станции. Понастоящем е в ремонт частта 3-а до 4-а станции.

### Лифт „Сливен - Карандила“
Лифтова система
Двуседалков лифт с постоянно закачени седалки
Посока на движение
Дясна

#### Технически характеристики
Лифтът е проектиран, доставен и въведен в експлоатация от българо-унгарското дружество „Интрансмаш“ – София, като инвеститор е Окръжният народен съвет – град Сливен. Първата копка е направена на 5 януари 1971 г., а тържественото му откриване е станало на 20 март 1974 г. Седалковата въжена линия е дълга 1895 м, преодолява денивелация 597 м и е с капацитет 270 души на час. Долната станция се намира на 390 м н.в. местността Каптажа, а горната станция – на 987 м н.в. в местността Слънчева поляна. Времето за пътуване е 20 мин., при скорост 1,6 м/сек. Транспортното въже е с дебелина 32 мм, а мощността на главните електродвигатели – 2 х 55 кВт.>

#### Състояние
Изцяло реновиран през 2024г и пуснат отново в експлоатация през март'2025 г. Подменено са: въжето, тяговият (теглещият) електромотор, седалките и управлението. Стълбовете и станциите са рехабилитирани.

### Лифт „Леденика“
Открит през 1987 г. за седмия конгрес на Българския Туристически съюз. Построен от „Интрансмаш“.
Лифтова система
Двуседалков лифт с 29 стълба, 157 седалки, капацитет: 500 човека\час, долна станция 460 м н.в. (местност ,,Гарванец"), горна станция 966 м н.в. (местност ,,Кравя").

#### Състояние
Закрит за експлоатация през 1991 г.

### Лифт „Кабакум“
Лифтова система
Двуседалков лифт с постоянно закачени седалки
Посока на движение
Дясна

#### Технически характеристики
Лифтът свързва плаж Кабакум с хотели над него в курортен комплекс „Чайка“. Има междинна станция, където чрез хитроумна система от колела, променя посоката си на движение на 90 градуса.
Когато е построен, лифтът пресича един озеленен склон; но след бурното застрояване на района в началото на XX век, той вече се движи сред множество вили и хотели.
Проектиран от „Интрансмаш“.

#### Състояние
Не работи. Спрян през 2020 г заради фалит на хотела, който го притежава по време на пандемията от COVID-19.